# Danny Murphy
Daniel Benjamin "Danny" Murphy (født 18. marts 1977 i Chester, England) er en tidligere engelsk fodboldspiller.  Derudover har han tidligere optrådt for Crewe Alexandra, Liverpool F.C., Charlton Athletic, Tottenham Hotspur, Fulham og senest Blackburn Rovers.
Murphy var i 2001 med til at vinde hele tre trofæer med Liverpool F.C., der sikrede sig både FA Cuppen, Liga Cuppen samt UEFA Cuppen.

## Landshold
Murphy har (pr. september 2013) spillet ni kampe for Englands landshold, som han debuterede for i 2001. I 2002 blev han af landstræner Sven-Göran Eriksson udtaget til VM i Sydkorea og Japan, men måtte på grund af en skade melde fra til turneringen i sidste øjeblik.

## Titler
FA Cup
- 2001 med Liverpool F.C.

Liga Cup
- 2001 med Liverpool F.C.

UEFA Cup
- 2001 med Liverpool F.C.